# Hatiya
Hatiya è un sottodistretto (upazila) del Bangladesh situato nel distretto di Noakhali, divisione di Chittagong. Si estende su una superficie di 1.507,23 km² e conta una popolazione di 453.987 abitanti (dato censimento 1991).